# Междузвездни войни: Войните на клонираните (сериал)
Вижте пояснителната страница за други значения на Междузвездни войни: Войните на клонираните.
„Междузвездни войни: Войните на клонираните“ (на английски: Star Wars: The Clone Wars) е американски компютърно анимиран сериал, създаден от Lucasfilm Animation, Lucasfilm Animation Singapore и CGCG Inc. Той дебютира по Cartoon Network на 3 октомври 2008 г. Поставен е в измислената галактиката на „Междузвездни войни“ между епизоди 21 и 22 на предходния сериал „Междузвездни войни: Войната на клонингите“ от 2003 г. Петият сезон, който първоначално е считан за последен сезон, завършва на 2 март 2013 г. През 2014 г. е излъчен и шести сезон, а през 2020 г. и последният седми.

## Продукция
На 8 април 2007 г. Ain't It Cool News докладва, че музикантът Ерик Риглър е записал музика към сериала. Риглър показва, че всяка планета в галактиката на „Междузвездни войни“ би могла да има своя собствена тематична мелодия, базирана българската музика и изсвирена на ирландски гайди.

## Възприемане
През януари 2009 г. IGN поставя сериала на 89-о място в Топ 100 за 100-те най-добри анимационни шоута.

## Списък с епизоди
Виж Списък с епизоди на Междузвездни войни: Войните на клонираните.

## „Междузвездни войни: Войните на клонираните“ в България
В България сериалът започва на 22 февруари 2009 г. по bTV, всяка неделя от 16:30, като е дублиран на български със заглавие „Междузвездни войни: Войната на клонингите“. Първи сезон завършва на 9 август. На 13 септември започва повторно излъчване, всяка събота от 08:00 по два епизода, като от 8 ноември преминава в неделя от 08:30 по един епизод и приключва на 27 декември 2009 г. На 10 януари 2010 г. започва втори сезон, всяка неделя от 08:30 и завършва на 6 юни. Ролите се озвучават от артистите Десислава Знаменова, Здрава Каменова, Тодор Николов, Христо Чешмеджиев, Димитър Иванчев, Камен Асенов и Здравко Методиев.
На 18 декември 2009 г. започва повторно излъчване със синхронен дублаж по Cartoon Network, всеки ден от 18:10 с повторение от 13:35. На 8 април 2010 г. започва втори сезон, всеки четвъртък от 18:00 с повторение в сряда също от 18:00. На 7 април 2011 г. започва трети сезон, всеки четвъртък от 19:30 по два епизода с повторение в петък от 15:05. На 5 април 2012 г. започва четвърти сезон, всеки четвъртък от 18:30 по два епизода. На 22 април 2013 г. започва пети сезон и приключва на 17 май 2013 г. Заглавието е преведено като „Стар Уорс: Войните на клонираните“. В първи и втори сезон дублажът е на студио 1+1, а от трети до пети на преименуваното Про Филмс.
В периода май-юни 2020 г. петте сезона са качени в стрийминг платформата на HBO, HBO GO. Дублажът е същият от студио 1+1/Про Филмс. Епизод 13 от четвърти и епизод 18 от пети сезон са преозвучени в студио Александра аудио. Цветослава Симеонова, Мартин Герасков и Петър Калчев отново озвучават Анакин, Асока и Йода. Към състава се присъединяват Надежда Панайотова, Петър Върбанов, Стоян Цветков, Светлана Смолева и др. В преозвучените епизоди освен заглавието на сериала се изчита и заглавието на епизода.

## Синхронен дублаж

### Озвучаващи артисти
| Роля                  | Английски език                                                                | Български език       |
| --------------------- | ----------------------------------------------------------------------------- | -------------------- |
| Анакин Скайуокър      | Мат Лантър                                                                    | Мартин Герасков      |
| Оби-Уан Кеноби        | Джеймс Арнолд Тейлър                                                          | Ненчо Балабанов      |
| Асока Тано            | Ашли Екстайн                                                                  | Цветослава Симеонова |
| Граф Дуку             | Кори Бъртън                                                                   | Стефан Стефанов      |
| Сенатор Падме Амидала | Катрин Табър                                                                  | Петя Абаджиева       |
| C-3PO                 | Антъни Даниълс                                                                | Кирил Бояджиев       |
| Асаж Вентрес          | Ника Фътърман                                                                 | Симона Нанова        |
| Дукеса Сатин          | Ана Грейвс                                                                    | Ирина Маринова       |
| Сенатор Бейл Органа   | Фил Ламар                                                                     | Христо Бонин         |
| Пре Визла             | Джон Фавро                                                                    | Стоян Цветков        |
| Кит Фисто             | Фил Ламар                                                                     | Иван Петков          |
| Шаак Ти               | Тасия Валенза                                                                 | Весела Хаджиниколова |
| Барис Офий            | Мередит Селенджър                                                             | Лина Шишкова         |
| Бо-Катан              | Кейти Секоф                                                                   | Десислава Знаменова  |
| Мейс Уинду            | Ти Си Карсън                                                                  | Мариан Маринов       |
| Канцлер Палпатин      | Иън Абъркромби (сезони 1 – 6) Тим Къри (сезони 5 – 6) Иън Макдърмид (сезон 7) | Илия Иванов          |
| Сенатор Лот Дод       | Гидеон Емери                                                                  | Иван Петков          |
| Йода                  | Том Кейн                                                                      | Петър Калчев         |
| Рамзис Дендъп         | Бари Денън                                                                    | Марин Янев           |
| Лъкс Бонтери          | Джейсън Спийзак                                                               | Христо Димитров      |
| Хюанг                 | Дейвид Тенант                                                                 | Георги Спасов        |
| Стийла Герера         | Доун-Лиен Гарднър                                                             | Петя Миладинова      |
| Санджей Раш           | Кърк Торнтън                                                                  | Христо Чешмеджиев    |
| Уак 47                | Бенджамин Дискин                                                              | Петър Бонев          |
| Хондо Онака           | Джим Къмингс                                                                  | Сава Пиперов         |
| Грийдо                | Том Кени                                                                      | Иван Петков          |
| Си Снутълс            | Ника Фътърман                                                                 | Милица Гладнишка     |
| Капитан Таркин        | Стивън Стантън                                                                | Станислав Пищалов    |
| Клонирани             | Дий Брадли Бейкър                                                             | Светломир Радев      |
| Диктор                | Том Кейн                                                                      | Стефан Стефанов      |

### Други гласове
| Мина Костова           |
| Весела Хаджиниколова   |
| Кирил Бояджиев         |
| Тодор Георгиев         |
| Живко Джуранов         |
| Илия Иванов            |
| Цанко Тасев            |
| Христо Бонин           |
| Петър Бонев            |
| Светломир Радев        |
| Георги Стоянов         |
| Георги Тодоров         |
| Николай Урумов         |
| Стоян Цветков          |
| Константин Трендафилов |

### Екип
| Превод                | Николина Петрова |
| Режисьор на дублажа   | Ваня Иванова     |
| Тонрежисьор на записа | Недко Гигов      |